# Sense8
Sense8 es una serie web estadounidense de ciencia ficción producida por Netflix y creada, escrita y dirigida por las Hermanas Wachowski y J. Michael Straczynski.
La primera temporada consta de 12 episodios de 50-60 minutos de duración y se estrenó en Netflix, plataforma de streaming multimedia de la propia productora, el 5 de junio de 2015. La segunda temporada se estrenó el 23 de diciembre de 2016, con un capítulo especial de Navidad de 2 horas. El resto de la temporada se subió a Netflix el 5 de mayo de 2017. Las críticas de esta segunda temporada fueron muy buenas, incluso mejorando las de la primera. Sin embargo, por motivos económicos, el 1 de junio de ese mismo año (2017), Netflix anunció la cancelación de la serie, dejando abierta la trama.
Ante las presiones en redes sociales por parte de los fanes y tras diálogo entre las Hermanas Wachowski y Netflix, el 29 de junio se anunció que la plataforma produciría un capítulo final de serie de dos horas de duración, en el que se resolverían las incógnitas. Su estreno fue el 8 de junio de 2018.
Lana y Lilly Wachowski, conocidas como las hermanas Wachowski, fueron responsables de la mayor parte de la dirección de la serie, mientras que el resto fue dirigido por un número de personas que ya habían colaborado con ellas en el pasado, incluyendo al codirector de Cloud Atlas, Tom Tykwer.
La trama gira alrededor de ocho desconocidos, cada uno de una parte diferente del mundo, que de repente se conectan telepáticamente y son capaces de sentir, ver y escuchar lo mismo que el otro. La serie explora temas como la política, la identidad, el racismo, la sexualidad, el género y la religión.

## Sinopsis
Sense8 cuenta la historia de ocho desconocidos (Will, Riley, Capheus, Sun, Lito, Kala, Wolfgang y Nomi) de diferentes culturas, razas y orientaciones sexuales que, después de experimentar la trágica muerte de una mujer a través de visiones o sueños, se encuentran mental y emocionalmente conectados. A través de esta conexión, son capaces de comunicarse, sentirse y compartir sus conocimientos, idiomas y habilidades. Mientras intentan descubrir por qué están conectados y qué significa su conexión, reciben ayuda de un hombre misterioso llamado Jonas, el cual es otro sensate. Sin embargo, otro hombre llamado Whispers intenta capturarlos. Whispers utiliza el mismo poder telepático que los protagonistas poseen para entrar en sus mentes, invadiendo sus pensamientos y emociones. A su vez se explora su vida y sexualidad, en cada una de sus culturas y países.

## Reparto

### Principal
Los ocho personajes principales son llamados «sensates» (senseight) y comparten el mismo día de nacimiento, 8 de agosto. Aunque los actores mismos están en el rango de edad de entre 25 y 35 años, sus personajes tienen 25 años al empezar la serie.
Durante la primera temporada, los personajes no se conocen físicamente, pero aparecen juntos en pantalla dada su conexión. En esta primera temporada se profundiza en la cultura y circunstancias de cada uno.

#### Sensates
| Nacionalidad del personaje | Nacionalidad del personaje                                | Personaje                   | Descripción | Temporada | Temporada |
| Nacionalidad del personaje | Nacionalidad del personaje                                | Personaje                   | Descripción | 1.ª       | 2.ª       |
| -------------------------- | --------------------------------------------------------- | --------------------------- | --- | --------- | --------- |
| Bandera de Estados Unidos  | Brian J. Smith                                            | Will Gorski                 | Un policía de Chicago perseguido por un asesinato no resuelto de su niñez.                                          | Sí        | Sí        |
| Bandera de Islandia        | Tuppence Middleton                                        | Riley Blue                  | Nacida como Riley Gunnarsdottir, una DJ islandesa; con un pasado atribulado que la hizo huir a Londres.             | Sí        | Sí        |
| Bandera de Kenia           | Aml Ameen (1.ª temporada) / Toby Onwumere (2.ª temporada) | Capheus Onyango "Van Damme" | Un compasivo conductor de Matatu (autobús) en Nairobi con un gran sentido de justicia.                              | Sí        | Sí        |
| Bandera de Corea del Sur   | Bae Doona                                                 | Sun Bak                     | Una mujer de negocios de Seúl y estrella naciente en el mundo del kickboxing underground.                           | Sí        | Sí        |
| Bandera de España          | Miguel Ángel Silvestre                                    | Lito Rodríguez              | Un famoso actor español de películas mexicanas de acción que oculta su orientación sexual a los medios.             | Sí        | Sí        |
| Bandera de la India        | Tina Desai                                                | Kala Dandekar               | Una química farmacéutica y devota hinduista de Mumbai que está comprometida para casarse con un hombre que no ama.  | Sí        | Sí        |
| Bandera de Alemania        | Max Riemelt                                               | Wolfgang Bogdanow           | Un ladrón de cajas fuertes de Berlín que tiene asuntos pendientes con su padre y forma parte del crimen organizado. | Sí        | Sí        |
| Bandera de Estados Unidos  | Jamie Clayton                                             | Nomi Marks                  | Una transexual de San Francisco, bloguera política y hacker.                                                        | Sí        | Sí        |

#### Otros principales
| Actor                     | Actor           | Personaje                       | Descripción | Temporada | Temporada | Temporada |
| Actor                     | Actor           | Personaje                       | Descripción | 1.ª       | 2.ª       |           |
| ------------------------- | --------------- | ------------------------------- | --- | --------- | --------- | --------- |
| Bandera de Estados Unidos | Daryl Hannah    | Angélica "Angel" Turing         | Una sensate de un grupo (clan) anterior que viene a ser la «madre» de los ocho nuevos sensates cuando activa la conexión psíquica de ellos.                                                             | Sí        | Sí        |           |
| Bandera del Reino Unido   | Naveen Andrews  | Jonas Maliki                    | Un sensate de un grupo diferente que se relaciona con los ocho nuevos sensates. | Sí        | Sí        |           |
| Bandera de Estados Unidos | Terrence Mann   | Milton Bailey Brandt "Whispers" | Un anterior sensate vuelto contra su propia clase, quien dirige un grupo de personas que quieren capturar y matar sensates. Para obtener sus fines, usa nombres falsos como "Dr. Matheson" y "Gibbons". | Sí        | Sí        |           |
| Bandera de México         | Alfonso Herrera | Hernando de la Fuente           | Novio de Lito. | Sí        | Sí        |           |
| Bandera de México         | Eréndira Ibarra | Daniela Velázquez               | Exnovia de Joaquín, quien ayuda a Lito a ocultar su orientación sexual y se vuelve su amiga incondicional.                                                                                              | Sí        | Sí        |           |
| Bandera de la India       | Anupam Kher     | Sanyam Dandekar                 | Padre de Kala. Dueño del restaurante Dandekar. | Sí        | Sí        |           |
| Bandera del Reino Unido   | Freema Agyeman  | Amanita "Neets" Caplan          | Novia de Nomi. Apoya a Nomi y a todo el clan de los sensates. | Sí        | Sí        |           |
| Bandera de Italia         | Valeria Bilello | Lila Facchini                   | Poderosa "sensate" líder de otro clan. Napolitana, novia y mano derecha del mafioso berlinés Sebastian Fuchs ("Rey del Norte").                                                                         | Sí        | Sí        |           |
| Bandera de Corea del Sur  | Sukku Son       | Detective Mun                   | Un detective que investiga la huida de la cárcel de Sun Bak. Tiene un fuerte sentimiento de averiguar la verdad, mientras empieza a sentir interés por ella.                                            | Sí        | Sí        |           |

### Recurrentes
- Ness Bautista como Diego Morales, el mejor amigo y compañero policía de Will, de Chicago.[8]
- Joe Pantoliano como Michael Gorski, padre de Will, policía en retiro.[8]
- William Burke como Deshawn, un miembro juvenil de una banda de Chicago.
- Joseph Mawle como Nyx, un traficante de drogas.
- Frank Dillane como Shugs, un amigo cercano de Riley y novio de Bambie.[9]
- Kristián Kristiansson como Gunnar, pianista clásico, el padre de Riley.[10]
- Paul Ogola como Jela, el mejor amigo de Capheus y socio en el servicio del bus Van Damm.[11]
- Chichi Seii como Shiro, madre de Capheus, quien está gravemente enferma de sida.[11]
- Lwanda Jawar como Githu, el líder de la pandilla Superpower, en Nairobi.[11]
- Biko Nyongesa como un miembro de la pandilla Superpower.[12]
- Peter King Mwania como Silas Kabaka, un jefe criminal que se acerca a Capheus para obligarlo a que trabaje para él.[13]
- Rosa Katanu como Amondi Kabaka, la hija de Silas.
- Lee Geung-young como Kang-Dae Bak, un hombre de negocios y padre de Sun y Joong-Ki Bak.[14]
- Lee Ki-chan como Joong-Ki Bak, el hermano menor de Sun.[14]
- Myung Gye-Nam como el maestro de kickboxing de Sun.[14]
- Raúl Méndez como Joaquín Flores, el acosador, celoso y violento exnovio de Daniela.
- Ari Brickman como el director hispanohablante de las películas de Lito.
- Huzane Mewawala como Daya Dandekar, hermana de Kala.
- Natasha Rastogi como Priya Dandekar, madre de Kala y Daya, esposa de Sanyam.[15]
- Purab Kohli como Rajan Rasal, el prometido de Kala.[15]
- Darshan Jariwala como Manendra Rasal, padre de Rajan y marido de Sahana.[15]
- Mita Vashisht como Sahana Rasal, madre de Rajan y esposa de Manendra Rasal.[15]
- Shruti Bapna como Devi, la amiga de Kala.[16]
- Maximilian Mauff como Félix Bernner, el mejor amigo de Wolfgang.
- Christian Oliver como Steiner, un jefe de mafia alemán que está peleado con su primo Wolfgang y con Félix.[17]
- Sylvester Groth como Sergei Bogdanow, tío de Wolfgang y padre de Steiner.
- Adam Shapiro como el Dr. Metzger, médico de Nomi y empleado de Whispers.[8]
- Maximilienne Ewalt como Grace, la madre de Amanita.
- Michael X. Sommers como Bug, un viejo amigo de Nomi con cual solía hackear.
- Ma Dong-seok haciendo un cameo como el guardaespaldas a la salida de un club en Seúl.[14][18]
- Rajesh Khera como un planeador de bodas.[19]
- Lilja Þórisdóttir como Yrsa, un sensate de un grupo antiguo.
- Arantza Ruiz como una fan de Lito Rodríguez.
- Fernanda Borches como una periodista, quien discrimina a Lito sobre su orientación sexual.

## Episodios
| Temporada | Temporada | Episodios | Episodios          | Lanzamiento original    | Lanzamiento original    |
| --------- | --------- | --------- | ------------------ | ----------------------- | ----------------------- |
|           | 1         | 12        | 12                 | 5 de junio de 2015      | 5 de junio de 2015      |
|           | 2         | 12        | 1                  | 23 de diciembre de 2016 | 23 de diciembre de 2016 |
| 10        | 2         | 12        | 5 de mayo de 2017  | 5 de mayo de 2017       |                         |
| 1         | 2         | 12        | 8 de junio de 2018 | 8 de junio de 2018      |                         |

### Temporada 1 (2015)
| N.º en serie | N.º en temp. | Título | Dirigido por       | Escrito por                                 | Fecha de lanzamiento original |
| --- | ------------ | --- | ------------------ | ------------------------------------------- | ----------------------------- |
| 1 | 1            | «Limbic Resonance» «Resonancia límbica»                                                                                   | Hermanas Wachowski | Hermanas Wachowski y J. Michael Straczynski | 5 de junio de 2015            |
| A través de visiones, ocho desconocidos son testigos de la misteriosa muerte de una mujer. Los desconocidos Capheus, Sun, Nomi, Kala, Riley, Lito, Will y Wolfgang viven en distintas partes del mundo (Nairobi, Seúl, San Francisco, Mumbai, Londres, Ciudad de México, Chicago y Berlín respectivamente) y a partir de las visiones compartidas comienzan a experimentar una conexión sobrenatural que les permite entrar en los pensamientos y emociones de sus pares. Mientras lidian con lo que creen son alucinaciones, son forzados a lidiar con las adversidades en sus vidas. |              | |                    |                                             |                               |
| 2 | 2            | «I Am Also a We» «Estamos unidos»                                                                                         | Hermanas Wachowski | Hermanas Wachowski y J. Michael Straczynski | 5 de junio de 2015            |
| Mientras participaba de la fiesta del orgullo gay en San Francisco junto a su novia, Amanita, Nomi pierde la conciencia tras ver a un misterioso hombre entre la multitud, Jonas. Luego de ser internada, recibe la noticia de que su salud está en peligro y es retenida en contra de su voluntad. Lito intenta esconder un secreto que más tarde es descubierto por Daniela, lo que los lleva a una inesperada situación. La familia de Kala y la de su prometido se reúnen en una celebración, mientras ella cuestiona el compromiso. Riley consigue escapar de una situación peligrosa. Will, quien cree estar perdiendo la cordura, se encuentra con Jonas. |              | |                    |                                             |                               |
| 3 | 3            | «Smart Money Is on the Skinny Bitch» «Los que saben le apuestan a la perr* flaca»                                         | Hermanas Wachowski | Hermanas Wachowski y J. Michael Straczynski | 5 de junio de 2015            |
| Mientras las vidas de los sensates se complican, su nueva habilidad se vuelve esencial. Lito comienza a vivir una doble vida con la ayuda de Daniela. Nomi es retenida hostilmente, y Amanita ejecuta un plan desesperado para rescatarla. Capheus recibe ayuda de un amigo para comprar medicina para su madre, quien padece sida. Sun se siente abrumada por su compleja relación con su padre y hermano, mientras recuerda a su difunta madre. Resuelve volver a las peleas underground de kickboxing. Mientras tanto, el autobús de Capheus es asaltado violentamente por una banda callejera. En ese momento, Capheus se conecta con Sun y logra vengarse de los delincuentes, pero no sin hacerse con un peligroso enemigo. |              | |                    |                                             |                               |
| 4 | 4            | «What's Going On?» | Tom Tykwer         | Hermanas Wachowski y J. Michael Straczynski | 5 de junio de 2015            |
| Wolfgang consigue un comprador para la mercancía que robó junto a su amigo, Felix, y gasta el dinero que obtiene celebrando. Capheus pasa por un buen momento ya que, tras su hazaña, su autobús es el más popular. Además, es contactado por un hombre poderoso que le encarga una misteriosa misión a cambio de medicina para su madre. Sun se ve forzada a tomar una decisión difícil cuando se descubre que su hermano estaba involucrado en transacciones ilegales en la empresa de su padre. Nomi llega a un punto de no retorno cuando se programa una peligrosa intervención quirúrgica a efectuarse tan pronto como sea posible. Will se contacta telepáticamente con Jonas, quien está en prisión, y recibe información sobre la naturaleza de la conexión que comparte con el resto de los sensates. Riley escucha la canción What's Up?, generando una sintonización sin precedentes entre los sensates. |              | |                    |                                             |                               |
| 5 | 5            | «Art Is Like Religion» «El arte es como la religión»                                                                      | James McTeigue     | Hermanas Wachowski y J. Michael Straczynski | 5 de junio de 2015            |
| Lito experimenta la menstrual a través de Sun. Además, se conecta con Will en medio de una grabación cuando él estaba en medio de una persecución policíaca. Riley y Capheus se visitan y comparten un momento íntimo. Capheus corre un gran riesgo para proteger la mercancía que le habían encomendado. Capheus visita a Sun, quien asume las implicaciones de la difícil decisión que tomó. El apartamento de Nomi y Amanita es asaltado. Kala está a punto de casarse, pero la ceremonia es interrumpida por la inesperada visita de Wolfgang. |              | |                    |                                             |                               |
| 6 | 6            | «Demons» «Demonios» | Hermanas Wachowski | Hermanas Wachowski y J. Michael Straczynski | 5 de junio de 2015            |
| Will y Riley descubren que no son producto de sus imaginaciones. Entretanto, la vida de Riley está en peligro, pero es salvada con la ayuda de Will. Sun asume la responsabilidad de los crímenes que su hermano había cometido, siendo procesada inmediatamente. Nomi y Amanita buscan refugio en casa de la madre de esta. Capheus debe dejar de lado el gran número de pasajeros que demandan el servicio de su autobús para atender el reciente acuerdo que hizo con un hombre mafioso, Silas. Éste acuerdo consiste en trasladar a la hija de Silas al hospital para que esta pueda llevar a cabo su tratamiento contra la leucemia sin correr peligro de ser identificada. Wolfgang, Will, Nomi y Lito comparten un momento íntimo, mientras Riley y Sun descubren las similitudes entre sus vidas. |              | |                    |                                             |                               |
| 7 | 7            | «W. W. N. Double D?» «¿Qué haría Nancy Drew?»                                                                             | James McTeigue     | Hermanas Wachowski y J. Michael Straczynski | 5 de junio de 2015            |
| Nomi consigue equipamiento con un viejo amigo para investigar al doctor que la retenía. Pronto, descubren información impactante. Sun se adapta a la vida en prisión, haciendo amigas y enemigas. Riley viaja a Islandia a ver su padre, a pesar de creer que está maldita y que su visita traerá problemas. Will tiene visiones. Kala y Wolfgang se visitan y se vuelven más cercanos. Una fan de Lito le pide un autógrafo en un restaurante. Hernando y Daniela se ven en una difícil situación cuando el exnovio de ella consigue información sensible para la carrera de Lito. Capheus comprende cuán peligroso es Githu. Félix, el amigo de Wolfgang, es víctima de un inesperado ataque. |              | |                    |                                             |                               |
| 8 | 8            | «We Will All Be Judged by the Courage of Our Hearts» «Al final todos seremos juzgados por el valor de nuestros corazones» | Dan Glass          | Hermanas Wachowski y J. Michael Straczynski | 5 de junio de 2015            |
| Riley descubre la verdad sobre su «maldición». Sun se ve involucrada en una pelea en la cárcel, la cual trae consecuencias inesperadas. Will continúa compartiendo con Riley y su vínculo se vuelve más fuerte. Nomi hace nuevos descubrimientos con la ayuda de Will. La policía intenta atraparla, pero consigue escapar con la ayuda de Will, Sun y Capheus. El padre del prometido de Kala le confiesa que no está de acuerdo con el compromiso. |              | |                    |                                             |                               |
| 9 | 9            | «Death Doesn't Let You Say Goodbye» «La muerte no te permite despedirte»                                                  | Hermanas Wachowski | Hermanas Wachowski y J. Michael Straczynski | 5 de junio de 2015            |
| Riley hace descubrimientos sobre su nueva vida. El padre de Sun se compromete a hacerse cargo de la estafa por la que ella estaba en prisión. Lito está deprimido como secuencia del término de su relación y es visitado por Nomi. En ese momento comparten momentos significativos de sus pasados. Riley y Capheus se visitan también para discutir sus vidas y emociones. |              | |                    |                                             |                               |
| 10 | 10           | «What Is Human?» «¿Qué es ser humano?»                                                                                    | Hermanas Wachowski | Hermanas Wachowski y J. Michael Straczynski | 5 de junio de 2015            |
| Will se conecta con Jonas y descubre algunos aspectos sobre su naturaleza y el peligro que ronda a los sensates. Kala y Capheus se visitan. Wolfgang toma una decisión complicada y se ve envuelto en una situación arriesgada de la cual logra salir con la ayuda de Lito. Riley y Will se vistan otra vez, y discuten lo que sienten el uno por el otro. Lito se enfrenta al exnovio de Daniela y consigue derrotarlo con la ayuda de Wolfgang. Mientras Will ve los fuegos artificiales en celebración del 4 de julio en Estados Unidos en compañía de su padre, es visitado por Sun y Capheus. La relación de Lito vuelve a la normalidad. Riley asiste a la función de su padre y comparte el Concierto para piano n.º 5 (de Beethoven) con los sensates, quienes recuerdan sus nacimientos. Riley revive un momento trágico de su pasado. |              | |                    |                                             |                               |
| 11 | 11           | «Just Turn the Wheel and the Future Changes» «Da la vuelta y cambia el futuro»                                            | Tom Tykwer         | Hermanas Wachowski y J. Michael Straczynski | 5 de junio de 2015            |
| La salud de Riley se encuentra debilitada. Will y Nomi son alertados por Jonas del peligro que corre Riley e intentan ayudarla. El hermano de Sun la visita en la cárcel para darle la noticia del supuesto suicidio de su padre, pero ella duda que este diga la verdad. Capheus se encuentra en gran peligro cuando la banda criminal que prometió asesinarlo, captura a su jefe y Githus, y le obliga a asesinarlo. Capheus logra zafarse milagrosamente y con la ayuda de Sun. Kala intenta detener a Wolfgang, quién estaba determinado a misión suicida, pero no lo consigue. Sun aconseja a Kala. |              | |                    |                                             |                               |
| 12 | 12           | «I Can't Leave Her» «No puedo dejarla»                                                                                    | Hermanas Wachowski | Hermanas Wachowski y J. Michael Straczynski | 5 de junio de 2015            |
| Riley es transportado a las instalaciones de BPO. Ella revive el accidente automovilístico que mató a su esposo y a su hija recién nacida. Will llega a Islandia y corre a la instalación. Yrsa visita a Riley diciéndole que se mate para salvar el resto de su grupo. Riley agarra el arma de un guardia, pero Will la convence de que se detenga. Wolfgang revela a su tío que mató a su padre cuando era niño, y ahora a Steiner, antes de finalmente matarlo. Will y Kala lo ayudan a escapar. Kala está horrorizada por la violencia y Wolfgang se da cuenta de que no tienen futuro juntos. Amanita, Nomi, Lito, Jonas, Sun, Kala, Capheus y Wolfgang ayudan a Will a rescatar a Riley. Mientras escapan, Whispers logra hacer contacto visual con Will, lo que le permite entrar a la cabeza de Will. Riley entra en pánico mientras conducen a la zona donde ocurrió su accidente automovilístico. Jonas le dice a Will que la única forma en que puede proteger su clúster ahora es suicidarse. En cambio, Will toma suficientes sedantes para dejarse inconsciente y le dice a Riley que ahora es la única oportunidad del grupo. Riley lleva un Will drogado con ella en un bote, ya que los ocho sensates se ven por primera vez juntos. |              | |                    |                                             |                               |

### Temporada 2 (2016–18)
| N.º en serie | N.º en temp. | Título | Dirigido por   | Escrito por                                               | Fecha de lanzamiento original |
| --- | ------------ | --- | -------------- | --------------------------------------------------------- | ----------------------------- |
| 13 | 1            | «Happy F*cking New Year (A Christmas Special)» «Feliz Año Nuevo de m**rda (Especial de Navidad)»                                     | Lana Wachowski | Lana Wachowski y J. Michael Straczynski                   | 23 de diciembre de 2016       |
| Will y Riley se esconden en una casa segura, donde Will usa heroína para bloquear a Whispers y evitar que entre en su mente. Kabaka le compra a Capheus un nuevo matatu para pagarle por salvarle la vida. Nomi y Amanita se mudan con Bug porque Nomi todavía es perseguida febrilmente por agentes del gobierno. Kala y Rajan se casan, pero Wolfgang todavía está en sus pensamientos. Lito se niega a negar su homosexualidad para gran disgusto de sus agentes después de que Joaquín publica las fotos de él y Hernando; luego es desalojado de su departamento. Se enfrenta a su madre, que amorosamente lo acepta. El hermano de Sun contrata hombres para matarla en la prisión, pero ella los derrota con la ayuda del grupo. Jonas le dice a Will que su grupo no es el primero en nacer por Angélica y que Whispers toma medicamentos para bloquear sus habilidades sensoriales. Whispers visita al papá de Will para intimidarlo a él. Félix se despierta en el hospital y vuelve a la normalidad. La tía de Wolfgang le dice que entre al crimen organizado como su tío, pero él los rechaza. Más tarde, los sicarios de Volker perpetran un tiroteo y persiguen a Wolfgang, pero él los derrota con ayuda del grupo. |              | |                |                                                           |                               |
| 14 | 2            | «Who Am I?» «¿Quién soy?» | Lana Wachowski | Lana Wachowski y J. Michael Straczynski                   | 5 de mayo de 2017             |
| Entre episodios de inconsciencia inducida por la heroína, Will intenta aprender más sobre Whispers y BPO, con Riley ocupándose de él. Capheus es entrevistado por una periodista llamada Zakia, y los dos desarrollan una atracción. Wolfgang y Felix reciben un club nocturno por un hombre llamado Sebastian Fuchs sin explicación. La carrera de Lito sufre una recesión después de su salida. Nomi y Amanita van a Chicago para investigar los orígenes evolutivos de los 'sensates', donde aprenden de un homínido temprano teorizado llamado 'Homo Sensorium', que puede haberse comunicado de manera similar a ellos. Oyen una conferencia del Dr. Kolovi que menciona que el Homo Sensorium fue aniquilado por el Homo sapiens. Después de la conferencia, hablan con Kolovi, quien reconoce una imagen de Whispers como un antiguo alumno llamado Matheson. También visitan a la madre de Sara Patrell y se enteran de que otros sensates, incluidos Jonas, Angelica y Whispers, la visitaron después de la desaparición de Sara. Riley es capaz de engañar a Whispers haciéndole creer que ella y Will todavía están en Islandia, mientras que en realidad están en Ámsterdam. Will discierne que Whispers está en Londres, y puede visitarlo mientras se reúne con un alto directivo de BPO llamado Richard Wilson Croome. |              | |                |                                                           |                               |
| 15 | 3            | «Obligate Mutualisms» «Mutualismos obligados»                                                                                        | Lana Wachowski | Lana Wachowski y J. Michael Straczynski                   | 5 de mayo de 2017             |
| Will chantajea a Croome para una reunión cara a cara, a lo que Croome accede, enojando a Whispers. En Corea del Sur, hombres disfrazados de guardias de la prisión intentan asesinar a Sun, pero ella es salvada por la intervención de su compañera de celda Min-jung. Al suponer que los hombres fueron contratados por su hermano, ella aprovecha la oportunidad de escapar de la prisión con Min-jung. Lito pierde su papel en su próxima gran película. Felix y Wolfgang visitan el loft de Fuchs. Fuchs quiere que usen sus conexiones con el inframundo para desactivar una guerra de pandillas que podría perturbar su operación de lavado de dinero a gran escala . Wolfgang descubre que la pareja de Fuchs, Lila Facchini, también es una 'sensate'. Will se reúne con Croome, quien afirma que la misión de BPO fue una vez para fomentar la cooperación entre los 'sensates' y los humanos, pero que después del 11 de septiembre y la Guerra contra el Terror: la prima otorgada al secreto y la soberanía significaba que los 'sensate' se clasificaban como amenazas a la seguridad nacional. Como muestra de buena voluntad, Croome le da a Will las mismas píldoras bloqueadoras que usa Whispers. Sin embargo, Croome es atacado y asesinado por Whispers a través de uno de sus títeres lobotomizados. Al no poder matar a Will también, Whispers mata a su propia marioneta. |              | |                |                                                           |                               |
| 16 | 4            | «Polyphony» «Polifonía» | Lana Wachowski | Lana Wachowski y J. Michael Straczynski                   | 5 de mayo de 2017             |
| Will se escapa del museo donde conoció a Croome. Nomi y Amanita le dicen a Bug sobre los sensates. Capheus desactiva un disturbio sobre el agua. Kala queda atrapada en un disturbio en su templo por la nueva ley antirreligión que fue defendida por el padre de Rajan. Amanita es seguida por el agente Bendix, pero logra perderlo. Riley toma las pastillas que Croome le dio a Will para ser estudiadas por su amigo que hace y vende drogas para fiestas. Capheus es entrevistado sobre su papel en la desactivación de los disturbios. Lito visita al padre de Raoul Pasquale, un periodista mexicano que desapareció hace un tiempo y que era un sensate en un grupo nacido de Angélica y un antiguo amante de Lito. El padre de Raoul le muestra a Lito una cinta que Raoul tenía de Whispers realizando sus experimentos de zombis con Todd, un miembro del grupo de Raoul que era devotamente religioso y creía que estaba maldito. Dos policías encuentran a Sun en Corea del Sur. Ella escapa, pero se da cuenta de que uno de ellos, el detective Mun, era su antiguo competidor de artes marciales. Jonas se pone en contacto con el clúster para decirles que está a punto de ser asesinado por BPO. |              | |                |                                                           |                               |
| 17 | 5            | «Fear Never Fixed Anything» «El miedo nunca resolvió nada»                                                                           | Lana Wachowski | Lana Wachowski y J. Michael Straczynski                   | 5 de mayo de 2017             |
| Los sensates lloran la muerte de Jonas. Capheus es abordado por un partido político, y se le pide que se postule como candidato a la elección, pero él los rechaza. Sun vuelve con su mentor. El detective Mun no se queda atrás, pero, para su sorpresa, se ofrece a ayudarla. Kala comienza a sospechar de las prácticas comerciales de su marido. Nomi está cansada de vivir como un fugitivo, y Bug usa sus contactos con Anonymous para obtener un interruptor de muerte "E-death" (Muerte Electrónica) que borrará todas las órdenes y registros gubernamentales de su existencia. Lito se ofrece a un viaje a São Paulo como gran maestro de un desfile del orgullo gay. El grupo está de acuerdo en que el miedo los ha frenado, y acuerda tomar medidas audaces para llevar la lucha a BPO, ahora consciente de que hay otros grupos en todo el mundo, Riley organiza un gran alboroto en Ámsterdam para llamar la atención de otros sensates. |              | |                |                                                           |                               |
| 18 | 6            | «Isolated Above, Connected Below» «Aislados por arriba, conectados por abajo»                                                        | Lana Wachowski | Lana Wachowski y J. Michael Straczynski                   | 5 de mayo de 2017             |
| Después del delirio, otros dos sensates se comunican con Riley; el Viejo de Hoy, un anciano escocés, y Puck, el químico australiano que analizó las píldoras bloqueadoras. Con su libertad recién descubierta, Nomi acepta asistir a la boda de su hermana, y viaja con Amanita para localizar la cabaña de Angélica. Lito acepta organizar el desfile del orgullo gay en São Paulo, donde sale a la luz pública frente a millones de personas. Wolfgang y Kala consuman su conexión, al igual que Capheus y su novia periodista Zakia. Wolfgang intenta ganar la confianza de Lila ayudándola mientras asesina al jefe del crimen organizado, Volker Bhom. Riley se conecta con el Viejo de Hoy en su casa solariega en Escocia, donde revela que estuvo involucrado en la creación de BPO con Ruth Al-Sadaawi. Usando su conexión a los sensates en todo el mundo. |              | |                |                                                           |                               |
| 19 | 7            | «I Have No Room In My Heart For Hate» «No hay lugar para el odio en mi corazón»                                                      | Lana Wachowski | Lana Wachowski y J. Michael Straczynski                   | 5 de mayo de 2017             |
| Riley hace un arriesgado viaje a Chicago para encontrarse con un contacto de BPO. Al volver de São Paulo, Lito, Hernández y Daniela se enfrentan a los padres de Daniela y Joaquín que amenazan con desconocerla si continúa su relación con los dos hombres homosexuales. Al llegar con seguridad a Chicago, Riley es escoltada por Diego, excompañero de la policía de Will. Diego está furioso con Will por desaparecer, pero Will se disculpa con Riley y le pide su ayuda. Capheus revela sus ambiciones políticas a su madre, quien inicialmente está furiosa, pero cambia de opinión y le ofrece apoyo. Sun visita las tumbas de sus padres y se enfrenta al detective Mun. Mun le dice que si ella puede vencerlo en la lucha, ella puede caminar libre, pero si pierde, la llevará bajo custodia. Después de una pelea larga e intensa, Mun es noqueado y Sun se aleja. Riley se encuentra con el contacto de BPO, quien le da más información sobre la formación del grupo y le da una dirección en Inglaterra donde se esconde Whispers. Will se dirige allí y se sorprende al descubrir que Jonas todavía está vivo, después de haber sido salvado por alguien llamado 'El Secretario'. |              | |                |                                                           |                               |
| 20 | 8            | «All I Want Right Now Is One More Bullet» «Lo único que quiero es una bala más»                                                      | Lana Wachowski | Lana Wachowski y J. Michael Straczynski                   | 5 de mayo de 2017             |
| Jonas está vivo porque su vida está estrechamente ligada a Whispers y al presidente de BPO, necesita que Jonas lo ayude a eliminar las oposiciones políticas. El presidente no confía en Whispers, y su familia está empezando a cuestionarlo por su trabajo y sus motivos para mantenerlos a salvo. Capheus enfrenta problemas con su campaña, con anuncios negativos. Lito teme la pérdida de su carrera. Sun descubre que su hermano asistirá a una gala y con la ayuda de Lito podrá servir cócteles en secreto. Riley investiga más sobre el caso de la desaparición de Sarah con la ayuda de Diego. Kala se pregunta si debería o no contarle a Rajan sobre sus conexiones y sus sentimientos hacia Wolfgang mientras Rajan alberga sus propios secretos. Wolfgang asiste a la cena con Lila sabiendo muy bien que es una emboscada. Lila revela su plan para hacer de Berlín un refugio seguro para los sensates, libres de sapiens. Después de un tiroteo, Wolfgang escapa por poco con y Lila termina pretendiendo ser una víctima. |              | |                |                                                           |                               |
| 21 | 9            | «What Family Actually Means» «El verdadero significado de la familia»                                                                | Lana Wachowski | Lana Wachowski y J. Michael Straczynski                   | 5 de mayo de 2017             |
| Riley, Will y Diego localizan la casa del asistente de BPO que les dio la ubicación de Whispers solo para descubrir que se ha suicidado. La boda de la hermana de Nomi es interrumpida por el agente Bendix que irrumpe para arrestarla, pero cuando se ve confrontado por Amanita, no puede presentar una orden de arresto. Daniela encuentra el guion perfecto para Lito, y luego lo sorprende a él y a Hernando al organizar una reunión con un gran productor de Hollywood en menos de una hora. Capheus se da cuenta de que lo están siguiendo dos hombres: se enfrenta a uno de ellos para descubrir que Silas Kabaka los envió para protegerlo. Kabaka acepta que debería continuar su campaña, y revela que está enamorado de su madre. Will está desolado al saber que su padre se está muriendo, y se conecta con él a través de Riley antes de morir. |              | |                |                                                           |                               |
| 22 | 10           | «If All the World's a Stage, Identity Is Nothing But a Costume» «Si el mundo es un escenario, la identidad no es más que un disfraz» | Lana Wachowski | Lana Wachowski y J. Michael Straczynski                   | 5 de mayo de 2017             |
| Will lamenta la pérdida de su padre mientras que también se está quedando sin bloqueadores, mientras que Kala ha formulado más bloqueadores. Sun hace con éxito los cócteles con la ayuda de Lito y él obtiene con éxito la audición de Hollywood debido a Sun. Kala aún tiene sentimientos por Wolfgang. Capheus pronunció su primer discurso como candidato que salió terriblemente mal debido a la llegada de violentos agitadores. Surgen disturbios y uno de sus agentes de seguridad intenta asesinarlo. Pero es salvado por Will y Githu, el líder de la pandilla a quien Capheus una vez enfrentó en su trabajo para Kabaka. Al llegar a su hogar, Capheus recibe confianza de sus motivos por parte de su madre y sus amigos. El episodio termina con Sun en la gala con su hermano a la vista, listo para derribarlo. |              | |                |                                                           |                               |
| 23 | 11           | «You Want a War?» «¿Quieres guerra?»                                                                                                 | Lana Wachowski | Lana Wachowski y J. Michael Straczynski                   | 5 de mayo de 2017             |
| Sun asiste a la gala de su hermano, donde Mun ha venido a arrestar a Joong-Ki, pero este último logra herir a Mun y escapar. Sun lo persigue en una motocicleta, con la ayuda de su clúster Capheus, y logra detenerlo, pero decide dejarlo vivir. Ella es arrestada, pero su grupo y Puck, que inesperadamente aparece en Seúl, la ayudan a escapar. El ministro Tae Park aleja a Joong-Ki y lo encubre. Nomi y Amanita se proponen matrimonio la una a la otra. Capheus es visitado por los locales que escucharon su discurso y decidieron darse a conocer. Rajan revela a Kala que está involucrado en una investigación de corrupción política y quiere que se mude a París para su protección. Kala y Wolfgang se profesan su amor y deciden reunirse en París, sin embargo, Lila vendió a Wolfgang a Whispers y lo ha capturado. Kala le avisa a todo el grupo lo sucedido y deciden viajar inmediatamente a Londres. Whispers va en el cuarto de interrogaciones y se encuentra con Will, él quería ubicarlo pero le dice que no puede y luego de que lo golpeara se da cuenta de que él esta ahí y le pide ayuda a Jonas pero se da cuenta de que apoyará a Whispers para mantenerse vivo. Jonas intenta llamar al 'Secretario' para avisarle que esta sucediendo un problema y cuando tocan la puerta, Sun lo noquea y con la ayuda del grupo logran secuestrarlo a Jonas y Whispers en una camioneta de la OPB y se van a salvar a Wolfgang. El grupo se ha juntado físicamente por primera vez. |              | |                |                                                           |                               |
| 24 | 12           | «Amor Vincit Omnia (Especial)» «Amor Vincit Omnia»                                                                                   | Lana Wachowski | Lana Wachowski, J. Michael Straczynski y Aleksandar Hemon | 8 de junio de 2018            |
| Los "sensate" luchan codo a codo con sus aliados para salvar al grupo y frenar a sus enemigos de una vez por todas. Las pasiones se desencadenan en un final arrasador. |              | |                |                                                           |                               |

## Música
Tom Tykwer y Johnny Klimek, quienes compusieron música para Cloud Atlas y tuvieron una contribución menor en la banda sonora de The Matrix Revolutions como parte de Pale 3, compusieron la música de la serie, la cual fue orquestada por Gene Pritsker. La música fue grabada por la Orquesta Sinfónica MDR. Ethan Stoller y Gabriel Isaac Mounsey, antes colaboradores de las Wachowski y de Tykwer respectivamente, reciben crédito por componer música adicional. Stoller también se desempeñó como el editor musical de la serie. El título del cuarto episodio de la serie, «What's going on?», se refiere a la letra de la canción «What's Up?» de 4 Non Blondes, la cual aparece en la escena en que Nomi se escapa del hospital. Cuando Nomi dijo que esas palabras estuvieron en su cabeza todo el día, Amanita reconoció la canción diciendo que era la canción perfecta para una lobotomía.

## Recepción
La recepción de Sense8 por parte de la audiencia ha sido ampliamente positiva. En Netflix, más de 500.000 usuarios calificaron la serie con un promedio de 4.1/5.
Por su parte, la crítica profesional ha sido menos entusiasta, pero aun así ha recibido la serie favorablemente. Rotten Tomatoes, reportó una aprobación de 69 % con una calificación promedio de 5.8/10 basada en 35 opiniones. El consenso del sitio dice «algunos de los escenarios están al borde de lo ilógico, pero la diversidad de personajes y las creativas intersecciones entre sus historias mantienen a Sense8 convincente».
En Metacritic, a la serie se le asignó una puntuación de 63/100, basada en 23 opiniones, indicando «opiniones generalmente positivas».
Menos de ocho días después de su estreno, Variety reportó que la serie había sido copiada ilegalmente más de 500.000 veces, a pesar de su distribución digital.
La cancelación de Sense8, provocó un movimiento global iniciado por la fandom: #RenovateSense8 #BringBackSense8 que obligó a Netflix a dar un capítulo final a la serie con un cierre especial de 2 horas. El movimiento de protesta del fandom de Sense8 también diseño y redactó una agenda de activismo donde crearon a través de un proyecto de Inteligencia colectiva un libro en el que recopilan los principales aprendizajes sociales y psicológicos que están desarrollados en la serie.